# Pleisenspitze
Pleisenspitze – szczyt w paśmie Karwendel, w Alpach Wschodnich. Leży w Austrii, w kraju związkowym Tyrol, przy granicy z Niemcami. Szczyt można zdobyć ze schroniska Pleisenhütte.
Pierwszego wejścia, 1843 r., dokonał Markus Vincent Lipold.